# Serica khasiana
Serica khasiana är en skalbaggsart som beskrevs av Moser 1918. Serica khasiana ingår i släktet Serica och familjen Melolonthidae. Inga underarter finns listade i Catalogue of Life.